# Ariel de la Vega
Ariel de la Vega (Buenos Aires, Argentina, 19 de abril de 1977) es un artista plástico y restaurador de arte argentino.

## Biografía
Nació en la ciudad de Buenos Aires. Se formó en la Escuela Nacional de Bellas Artes Manuel Belgrano. Cursó talleres de dibujo en la Escuela Superior de Bellas Artes “Prilidiano Pueyrredón”. En 2001 se fue a Verona, Italia donde estudió Restauración y Conservación de Arte en la “Scuola di Belle Arti di Verona”. Vuelto a la Argentina en 2008 es becado por Luis Felipe Noé para participar en su seminario de análisis de obra.  También fue becado para cursar el posgrado: Programa de Preservación y Conservación del Patrimonio en la Universidad Torcuato Di Tella.
Actualmente se desempeña como Conservador- Restaurador en el Laboratorio de Conservación y Restauración del MUMBAT, Museo Municipal de Bellas Artes de Tandil y como Artista plástico.
Ha expuesto sus obras en museos y galerías de arte en Argentina, Brasil, Estados Unidos, Países Bajos, Francia y España.
Actualmente vive en la ciudad de Tandil.

## Selección de exposiciones
- 2022 - 2° Bienal Nacional de dibujo contemporáneo, Museo Franklin Rawson, San Juan, Argentina.
- 2021 - “La main au dessin”, Place Romde, Lille, Francia. París, Francia.
- 2020 - Museo Urbano. "Tejido", Obra emplazada en el Hospital Argerich. Bs. As. Argentina.
- 2020 - Glade Gallery "Arte Argentino en Texas". Curador Andres Bardon. Houston, Texas, U.S.A .
- 2019 - Galería Artgamma. Exhibición Grupal "Non Grata"  Curaduria Agnés Callu. París, Francia.
- 2019 - Embajada Argentina en París." Presencia y Ausencia"  Propuesta por Veronica Ravera y Luís Felipe Noé. París, Francia.
- 2019 - Consulado Argentino en Barcelona."Lux in Umbra" Propuesta por Veronica Ravera. Barcelona,España.
- 2018 - Centro Cultural Borges,“Kósmos” La Línea Piensa proyecto dirigido por Eduardo Stupia e ideado por Luís Felipe Noé.                                     Curaduria Luciana Martinez Bertoli. Bs. As, Argentina.
- 2018 - Galeria Mascate "Dibujo". Portoalegre, Brasil.
- 2018 - Galería de Arte AT388. "Obras". Róterdam, Países Bajos 2018
- 2017 - Mundo Nuevo Art Gallery. “Coral” Bs. As. Argentina.
- 2016 - Mundo Nuevo Art Gallery "Pinturas y Dibujos Negros". Bs. As.
- 2016 - Galería de Arte Perotti "Lo irremediable". Bs. As. Argentina.
- 2014 - Museo de Bellas Artes de Tandil. "Diálogo Crítico". Tandil, Bs.As. Argentina.
- 2012 - Mundo Nuevo Art Galley. “El templo interior” Bs. As. Argentina.